# Температура тела
Температура тела — комплексный показатель теплового состояния организма животных, включая человека. Является одним из основных и старейших биомаркеров.
Животные, способные сохранять свою температуру в узких пределах независимо от температуры внешней среды, называются теплокровными, или гомойотермными. К теплокровным животным относятся млекопитающие и птицы. Животные, лишённые такой способности, называются холоднокровными, или пойкилотермными. Поддержание температуры тела организмом называется терморегуляцией.
У холоднокровных животных температура тела мало отличается от температуры окружающей среды и только при интенсивной мышечной деятельности у некоторых видов она может значительно превышать окружающую температуру.

## Измерение температуры
Температуру тела измеряют максимальным термометром обычно в подмышечной области, в прямой кишке или во рту, а также в наружном слуховом проходе, определяя интенсивность ИК-излучения от барабанной перепонки.

## Температура тела человека
Температура тела человека в течение суток изменяется в небольших пределах, оставаясь в диапазоне примерно от 35,5 до 37,2 °C (для здорового человека в нормальных условиях). Уровень температуры ниже 35 °C указывает на наличие серьёзного заболевания. Жертвы переохлаждения впадают в ступор, если температура их тела снижается до отметки 32,2 °C, большинство теряют сознание при 29,5 °C и погибают при температуре ниже 26,5 °C. Рекорд выживания в условиях переохлаждения составляет 16 °C, а при экспериментальных исследованиях — 8,8 °C. На температуру влияют пол и возраст. У девочек температура тела стабилизируется в 13—14 лет, а у мальчиков — примерно в 18 лет. Средняя температура тела мужчин примерно на 0,5—0,7 °C ниже, чем у женщин.
Температурные различия между внутренними органами достигают нескольких десятых градуса. Разница между температурой внутренних органов, мышц и кожи может составлять до 5—10 °C, что затрудняет определение средней температуры тела, необходимой для определения термического состояния организма в целом.

### Зависимость температуры от места измерения
Норма температуры зависит от места её измерения. Типичные результаты измерения температуры здорового человека следующие:
- температура в анусе (ректально), влагалище или ухе: 37,5 °C;
- температура во рту (орально): 37,0 °C;
- температура в подмышечной впадине (аксиллярно): 36,6 °C.

### Физиологические колебания температуры

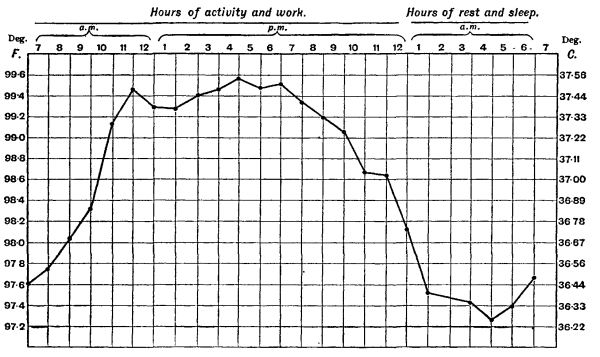
Изменение температуры тела в течение суток

Известны физиологические колебания температуры тела в течение суток — суточный ритм: разница между ранне-утренней и вечерней температурой достигает 0,5—1,0 °C.
Следуя суточному ритму, наиболее низкая температура тела отмечается утром, около 6 часов, а максимальное значение достигается вечером. Как и многие другие циркадные ритмы, температура следует суточному циклу естественной освещённости, а не уровню нашей активности. Люди, работающие ночью и спящие днём, могут демонстрировать тот же цикл изменения температуры, что и остальные. Согласно другим сведениям, низкая температура отмечается около 4 часов утра, а самая высокая — во второй половине дня, между 16:00 и 18:00 (при условии, что человек спит ночью и не спит днём).
Температура тела контролируется гормонами щитовидной железы и гипоталамусом. Нервные клетки гипоталамуса имеют рецепторы, которые напрямую реагируют на температуру тела увеличением или уменьшением секреции ТТГ, регулирующего активность щитовидной железы, гормоны которой (Т3 и Т4) отвечают за интенсивность метаболизма. В меньшей степени в регуляции температуры участвует гормон эстрадиол (основную роль играет в терморегуляции у женщин во время менструального цикла), повышение его уровня ведёт к снижению базальной температуры.
Многие заболевания эндокринной системы и опухоли головного мозга, затрагивающие область гипоталамуса, вызывают выраженные и часто устойчивые нарушения терморегуляции. Например, тиреотоксический криз (сопровождающийся резким выбросом гормонов Т3 и Т4 в кровь) приводит к резкому подъёму температуры тела, нередко превышающей критическую отметку и вызывающей смерть пациента.
Понижение (гипотермия) или повышение (гипертермия) температуры тела на несколько градусов нарушает процессы жизнедеятельности и может привести к охлаждению или перегреванию организма и даже к его гибели. При многих заболеваниях температура тела повышается до определённых пределов и регулируется организмом на новом уровне, например при лихорадке или простуде.
Температура способна подниматься в результате стресса, страха, ночных кошмаров, при интенсивной умственной работе, инфекции, и т. п.